# Hesperides
Die Hesperides (A 33) ist ein spanisches Polarforschungsschiff.
Das Schiff wird von der spanischen Marine betrieben. Für den Einsatz des Schiffes ist das Ministerio de Educación y Ciencia (MEC) zuständig.

## Geschichte
Das Schiff wurde 1988 auf der Bazán-Werft in Cartagena auf Kiel gelegt. Der Stapellauf des Schiffes erfolgte am 12. März 1990.
Das Schiff wurde 1991 in Dienst gestellt.

## Technische Daten und Ausstattung
Der Antrieb des Schiffes erfolgt über zwei Elektromotoren mit einer Leistung von jeweils 1400 kW, die auf zwei Festpropeller wirken. Darüber hinaus ist das Schiff mit Heck- und Bugstrahlruder ausgestattet.
Die Stromversorgung erfolgt über vier Dieselgeneratoren, von denen zwei über eine Leistung von 1300 kW und zwei über eine Leistung von 750 kW verfügen. Darüber hinaus befindet sich ein Notgenerator an Bord.
Das Schiff verfügt über eine Hubschrauberplattform. Es hat eine Reichweite von 12.000 Seemeilen.
Das Schiff ist von Lloyd’s Register of Shipping klassifiziert. Es verfügt über die Eisklasse 1C und kann durch bis zu 0,5 m dickes Eis bei 5 Knoten fahren.

## Nutzung
Die Hesperides wird in erster Linie für die Forschung im Atlantik und der Antarktis eingesetzt.